# Bitwa w zatoce Mobile

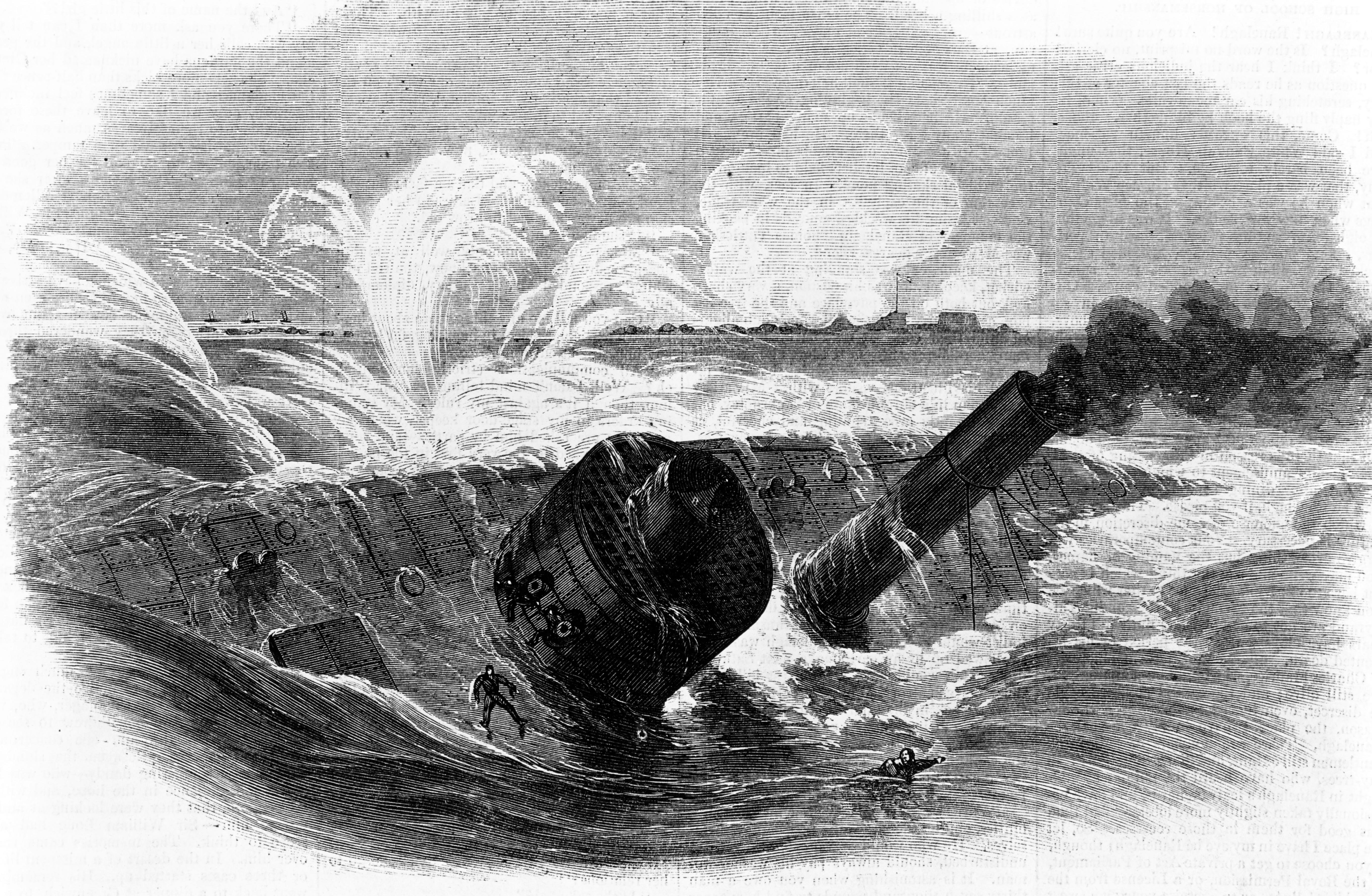
Zatonięcie USS „Tecumseh”

Bitwa w zatoce Mobile – starcie zbrojne, które miało miejsce między 5 a 23 sierpnia 1864 roku w trakcie wojny secesyjnej. Celem wojsk Unii było zablokowanie należącego do konfederatów portu w Mobile, leżącego nad zatoką o tej samej nazwie.

## Bitwa

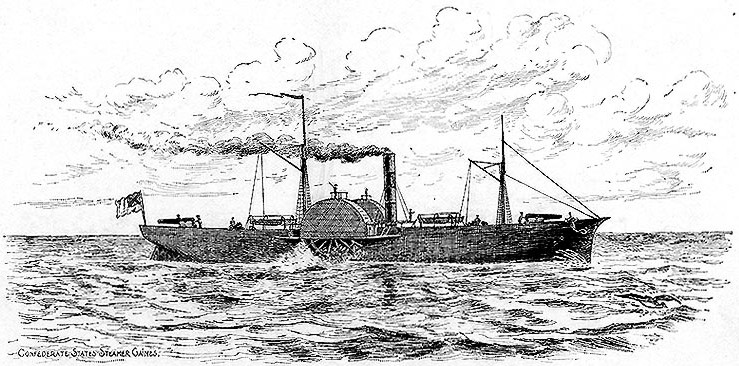
CSS Gaines

Flota Unii dowodzona przez Davida Farraguta miała na celu zajęcie zatoki Mobile oraz zdobycie strzegących jej umocnień: Fortu Morgan i Fortu Gaines. Oprócz dobrze uzbrojonych fortów, aby zawęzić pole manewru flocie unijnej, konfederaci postawili u wejścia do zatoki zagrody z wbitych w dno pali, a wąskim kanale żeglownym – oddalonym od Fortu Morgan o około 350 metrów – zaporę minową.
Największym problemem dla Farraguta było wejście w zatokę. Zdecydował on, że forsowanie kanału zostanie przeprowadzone w dwóch kolumnach: monitory po prawej, biorąc na siebie cały ogień fortu, a spięte parami korwety i kanonierki po lewej (te pierwsze miały osłaniać te drugie swymi wysokimi burtami, przy czym same zostały prowizorycznie zabezpieczone workami z piaskiem – na korwecie USS „Richmond” zawieszono ich aż 3 000).
Wprawdzie posiadając 18 okrętów unioniści mieli znaczną przewagę nad konfederatami, ale już na samym początku flota Unii straciła monitor USS „Tecumseh”, który idąc na czele dostrzegł wyłaniającą się zza cypla Półwyspu Mobile sylwetkę taranowca CSS „Tennessee” i – pragnąc go czym prędzej zaatakować – zmienił gwałtownie kurs i wszedł na pole minowe. Eksplodowały przypuszczalnie dwie miny. W ciągu zaledwie dwóch minut okręt zatonął, a wraz z nim zginęło 94 marynarzy. 21 zdołało się uratować.
Pozostałe monitory zatrzymały się, zaś dowódca prowadzącej lewą kolumnę korwety USS „Brooklyn” zorientował się, że wszedł w pole minowe i zaczął się cofać, co spowodowało niemały zamęt. Znalazłszy się pod ogniem konfederackich okrętów i Fortu Morgan Farragut miał do wyboru odwrót lub wejście kolejnych jednostek na pole minowe. Wtedy właśnie miał wydać swój słynny rozkaz: „Do diabła z minami! Cała naprzód!" (ang. Damn the torpedoes! Full speed ahead!), po czym wyminął „Brooklyn” i poprowadził flotę w wejście do kanału skutecznie omijając konfederackie pole minowe.
Sforsowanie kanału było znacznym sukcesem, teraz należało jeszcze pokonać flotyllę konfederatów. a ich wolny taranowiec CSS „Tennessee”, po wielokrotnych bezskutecznych próbach taranowania szybkich okrętów przeciwnika, osaczony, z uszkodzoną maszyną sterową i urwanym kominem (co zredukowało jego prędkość o połowę), został poddany przez admirała Buchanana, który złożył kapitulację na okręcie Farraguta. Z trzech kanonierek konfederackich bez większych uszkodzeń wyszła tylko „Selma”, której udało się uciec do Mobile; pozostałe dwie, osadzone na mieliznach, wpadły w ręce unionistów. Rozpoczęta o godz. 6.30 bitwa zakończyła się o 9.45.
Jeszcze tego samego dnia po południu kanonierki podpłynęły pod trzeci, niewielki, zaledwie 6-działowy Fort Powell broniący zachodniego wejścia i ostrzelały go od strony zatoki, powodując znaczne zniszczenia. Załoga utrzymała się do zmroku, by pod osłoną ciemności ewakuować się na stały ląd wysadzając umocnienia w powietrze. Podobny los spotkał 6 sierpnia Fort Gaines (również ostrzelany od strony zatoki), który skapitulował rankiem następnego dnia.
9 sierpnia okręty unijne (w tym także zdobyczny „Tennessee”) rozpoczęły wielodniowe bombardowanie Fortu Morgan. 17 sierpnia oddziały gen. Grangera wylądowały u nasady półwyspu i zaczęły przygotowywać się do szturmu. M.in. w odległości 5 km od fortu ustawiono baterię 34 ciężkich dział. O świcie 22 sierpnia rozpoczął się huraganowy ogień z lądu i morza (na fort tego dnia spadło ponad 3 000 pocisków), co spowodowało znaczne straty w sprzęcie (głównie lawety dział) i konstrukcji wałów, wobec czego dowódca obrony, gen. Page, poddał się unionistom 23 tegoż miesiąca.
Zdobycie fortów ostatecznie zacisnęło blokadę morską portu i miasta Mobile, które ostatecznie wpadło w ręce unionistów 12 kwietnia 1865 roku.

## Siły nawodne obu stron

### Unia
14 drewnianych okrętów (w większości slupów z napędem śrubowym lub bocznokołowym):
- USS „Brooklyn”
- USS „Itasca”
- USS „Kennebec”
- USS „Monongahela”
- USS „Oneida”
- USS „Richmond”
- USS „Seminole”
- USS „Hartford” (flagowy Farraguta)
- USS „Galena”
- USS „Metacomet”
- USS „Octorara”
- USS „Lackawanna”
- USS „Ossipee”
- USS „Port Royal”

4 monitory
- USS „Tecumseh”
- USS „Manhattan”
- USS „Winnebago” (dwuwieżowy, rzeczny)
- USS „Chickasaw" (dwuwieżowy, rzeczny)

### Konfederacja
1 okręt pancerny – taranowiec
- CSS „Tennessee” (flagowy Buchanana)

3 kanonierki
- CSS „Morgan”
- CSS „Gaines”
- CSS „Selma”